# 尾鷲三田火力発電所

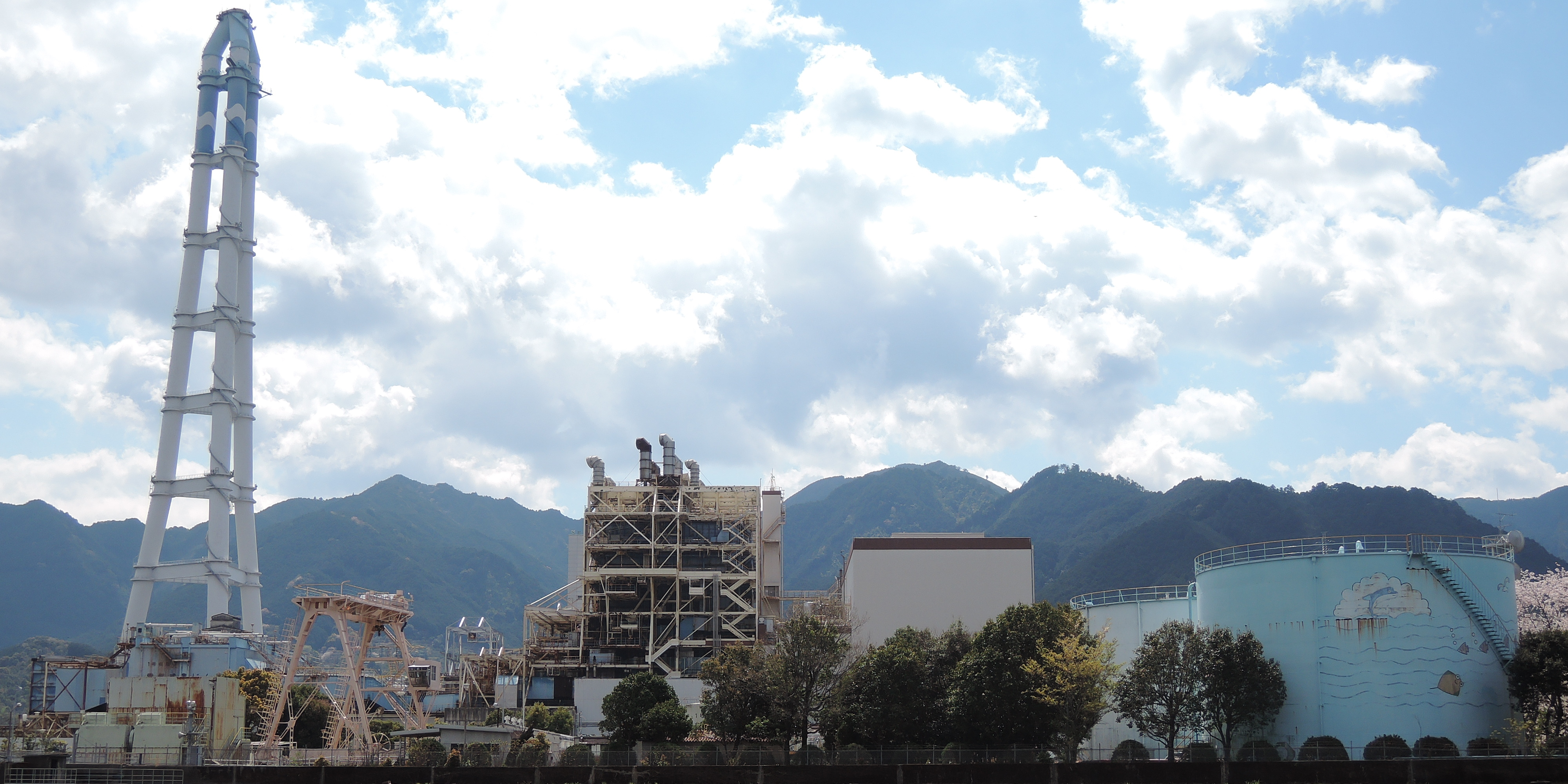
尾鷲三田火力発電所

尾鷲三田火力発電所（おわせみたかりょくはつでんしょ）は、三重県尾鷲市国市松泉町1にあった中部電力の石油火力発電所。発電所名の「三田」は、当発電所の建設を指揮した三田民雄（三田敏雄の父）にちなむ。2018年12月19日に廃止された。2019年4月現在、「尾鷲三田工事所」として解体作業が進められている。

## 歴史
松永安左エ門の大型火力発電所構想に呼応する形で中部電力の副社長であった三田民雄の指揮の下で建設された。1964年に1、2号機が運転を開始、1987年に3号機が増設された。高度経済成長期の旺盛な電力需要に応じるとともに、夏季の電力需要上昇時に威力を発揮した。その後、2004年に老朽化に伴い2号機は廃止された。
石油火力発電所であるため原油高の影響を受けやすいほか、旧式設備の発電効率の悪さから2008年に1号機が長期計画停止となり、残る3号機の稼働率は10%となっていた。東日本大震災による電力危機で2011年度には200日弱稼働したものの、以後は年数日程度の稼働にとどまった。2018年1月になり、発電所の廃止に向けて地元と協議に入ったことが報じられ、同年2月16日の尾鷲市議会全員協議会の場で正式に中部電力から申し入れがあったことを尾鷲市が公表した。2018年4月1日に3号機が休止された。12月19日、1号機と3号機が廃止された。
火力発電所に代えて、地元の間伐材を燃料とするバイオマス発電所を跡地に設置し、排熱を魚類養殖に利用する構想があるが、発電規模は1万kWにとどまり、87.5万kWの火力発電所を代替するものではない。バイオマス発電所の運営は中部電力またはJERAが想定されている。また敷地の一部1.6haを尾鷲市を含む東紀州4市町の広域ごみ処理場に転用し、稼働は2023年度を目標とする方針が示された。広域ごみ処理場への転用は中部電力からの提案であり、建設候補地が見つからずに困っていた尾鷲市にとって朗報であった。

## 廃止された設備

### 発電設備
- 総出力：125万kW[1]
- 敷地面積：約342,000m2

1号機（廃止）
定格出力：37.5万kW
使用燃料：重油
営業運転期間：1964年7月 - 2018年12月19日（2008年4月1日から長期計画停止）
2号機（廃止）
定格出力：37.5万kW
使用燃料：重油
営業運転期間：1964年 - 2004年12月31日
3号機（廃止）
定格出力：50万kW
使用燃料：原油、重油
営業運転期間：1987年6月 - 2018年12月19日（2018年4月1日から長期計画停止）

### 煙突
尾鷲三田火力発電所にあった煙突（高さ230m）は尾鷲市のランドマークとなっていた。大型クレーンによる煙突の撤去工事は2020年12月5日に完了した。残る煙突の一部、タンク、タービン建屋、コンクリート基礎などは2021年6月25日までに撤去されることになっている。